# Nvu (webpagina-editor)
Nvu (spreek uit: "N-view") is een wysiwyg webpagina-editor, gebaseerd op de Composer uit Mozilla. De ontwikkeling van het programma is in 2006 stopgezet. Het werd soms gezien als de opensource-tegenhanger van gesloten software als Microsoft FrontPage en Adobe Dreamweaver.

## Mogelijkheden
Nvu was een van de eerste losstaande wysiwyg editors voor Linux en dat was de voornaamste reden van de sponsoring door Linspire. Nvu is zodanig ontworpen dat het voor niet-technische computergebruikers makkelijk te gebruiken is. Kennis van HTML of CSS is niet vereist. CSS wordt wel uitgebreid ondersteund.
Ook heeft Nvu een ingebouwde FTP-client, net als Adobe Dreamweaver.

## Geschiedenis
Nvu werd ontwikkeld door Daniel Glazman, voormalig Netscape-werknemer en werkzaam bij zijn eigen bedrijf Disruptive Innovations. Het programma is ontwikkeld vanuit Mozilla Composer, wat een integraal onderdeel uitmaakte van de Mozilla Suite. Glazman zorgde ervoor dat de broncode van de Mozilla Suite gescheiden werd, vergelijkbaar net hoe Mozilla Firefox ontstaan is. Het project werd gesponsord door Linspire (vroeger Lindows). De laatste versie (1.0) dateert van 28 juni 2005.
Het oorspronkelijke plan in juni 2005 was om de veranderingen in Nvu terug te plaatsen in de broncode van de op dat moment niet meer verder ontwikkelde Mozilla Composer. Sindsdien is de ontwikkeling van de Mozilla Suite echter stopgezet en kwam SeaMonkey ervoor in de plaats, maar sindsdien heeft niemand de twee broncodes met elkaar samengevoegd.
Glasman kondigde in de loop van 2006 aan dat hij stopte met de officiële ontwikkeling van Nvu en dat hij een opvolger aan het ontwikkelen is, tijdelijk genaamd Composer of Mozilla Composer 2.0 en dat die opvolger een Mozilla-project zal zijn. Het programma zal volledig opnieuw geschreven worden en is gebaseerd op Gecko 1.9 en XULRunner. PHP en CSS zullen ondersteund worden. Een door de gemeenschap gemaakte fork, genaamd KompoZer, onderhoudt sindsdien de broncode van Nvu en lossen bugs op.
De officiële opvolger van Nvu is BlueGriffon.

## Platformen
Nvu is beschikbaar voor Linux, Mac OS X en Microsoft Windows, hoewel het succesvol gebouwd kan worden op ieder platform met de Netscape Portable Runtime.